# أذربيجانيون إيرانيون

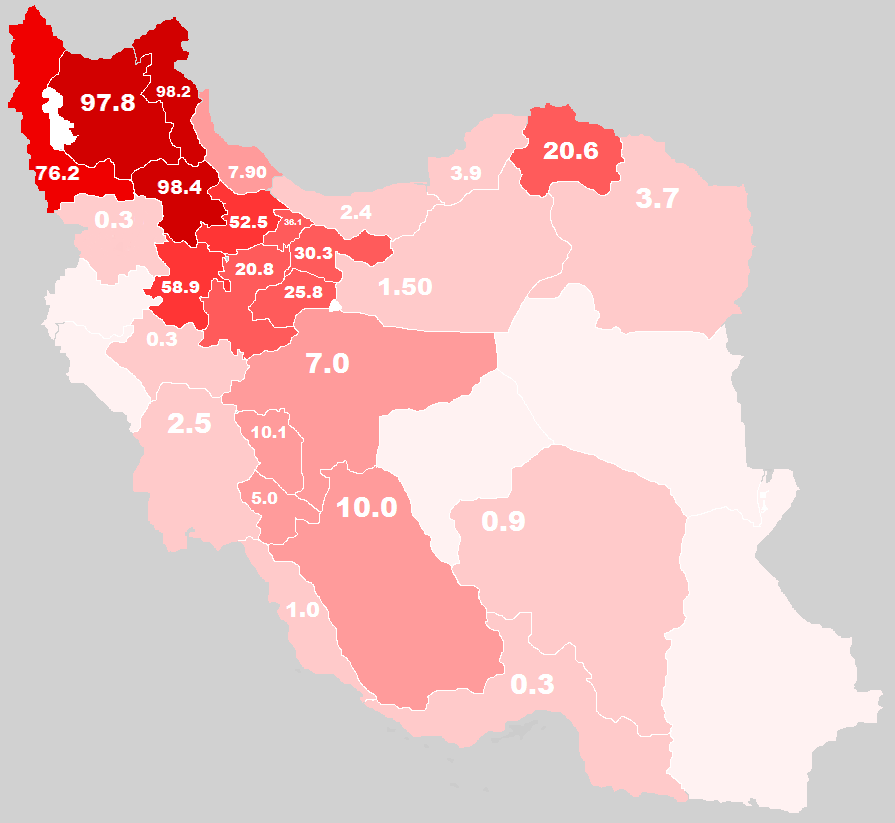
خريطة المحافظات التي يسكنها الأتراك في إيران، وفقًا لاستطلاع عام 2008، فأغلبهم الأذريين ومن محافظات شمال غرب لإيران.

الإيرانيون الأذربيجانيون معروفين أيضاً بالإيرانيون الأتراك أو الفرس الأذريون (بلغة أذرية: ایران آذربایجانلیلاری, İran azərbaycanlıları) هم إيرانيون من أصل أذري. يتواجد معظمهم في شمال غرب إيران أي محافظات أذربيجان الشرقية، أردبيل، زنجان وأجزاء من أذربیجان الغربیة وبأعداد قليلة في محافظات أخرى مثل كردستان، قزوين، همدان، غیلان ومركزي. يعيش كثير من الإيرانيون الأذريون في طهران وكرج ومناطق أخرى.
يتراوح عدد الإيرانيون ذو العرقية الأذرية ما بين 11.8 إلى 19.4 مليون نسمة ويشكلون نسبة 16–25% من سكان إيران. يدين أغلبية الإيرانيون الأذر بالمذهب الشيعي مع وجود أقلية سنية.

## إيرانيون من أصل أذري

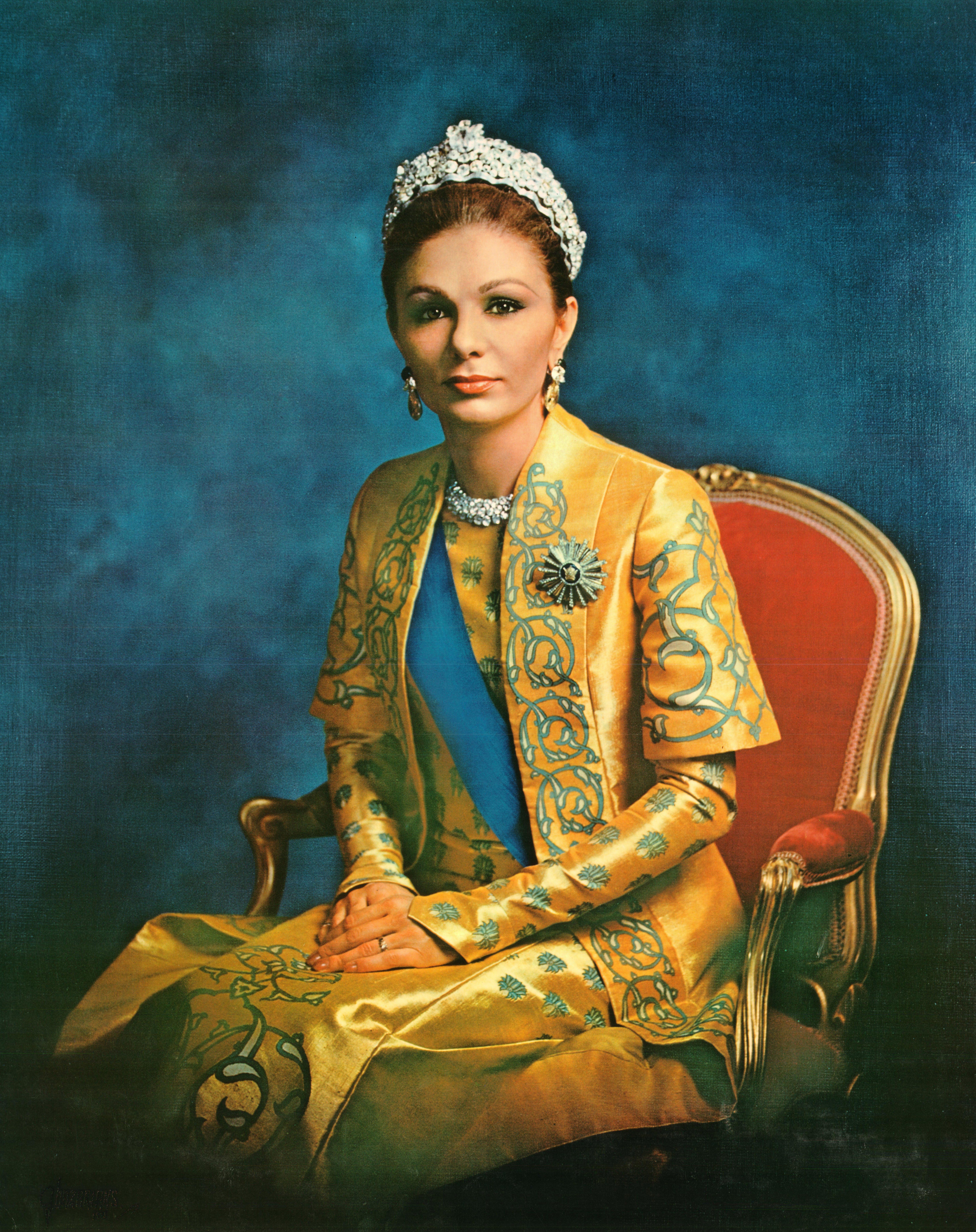
فرح ديبا

- علي خامنئي المرشد الأعلى للثورة الإسلامية في إيران
- مير حسين موسوي سياسي إيراني
- علي دائي لاعب كرة قدم سابق
- كريم باقري لاعب كرة قدم سابق
- محمد كاظم الشريعتمداري مرجع شيعي
- فرح ديبا زوجة الشاه الأسبق محمد رضا بهلوي
- كوكوش ممثلة ومغنية.
- يحيى غولمحمدي لاعب كرة قدم سابق

## معرض صور

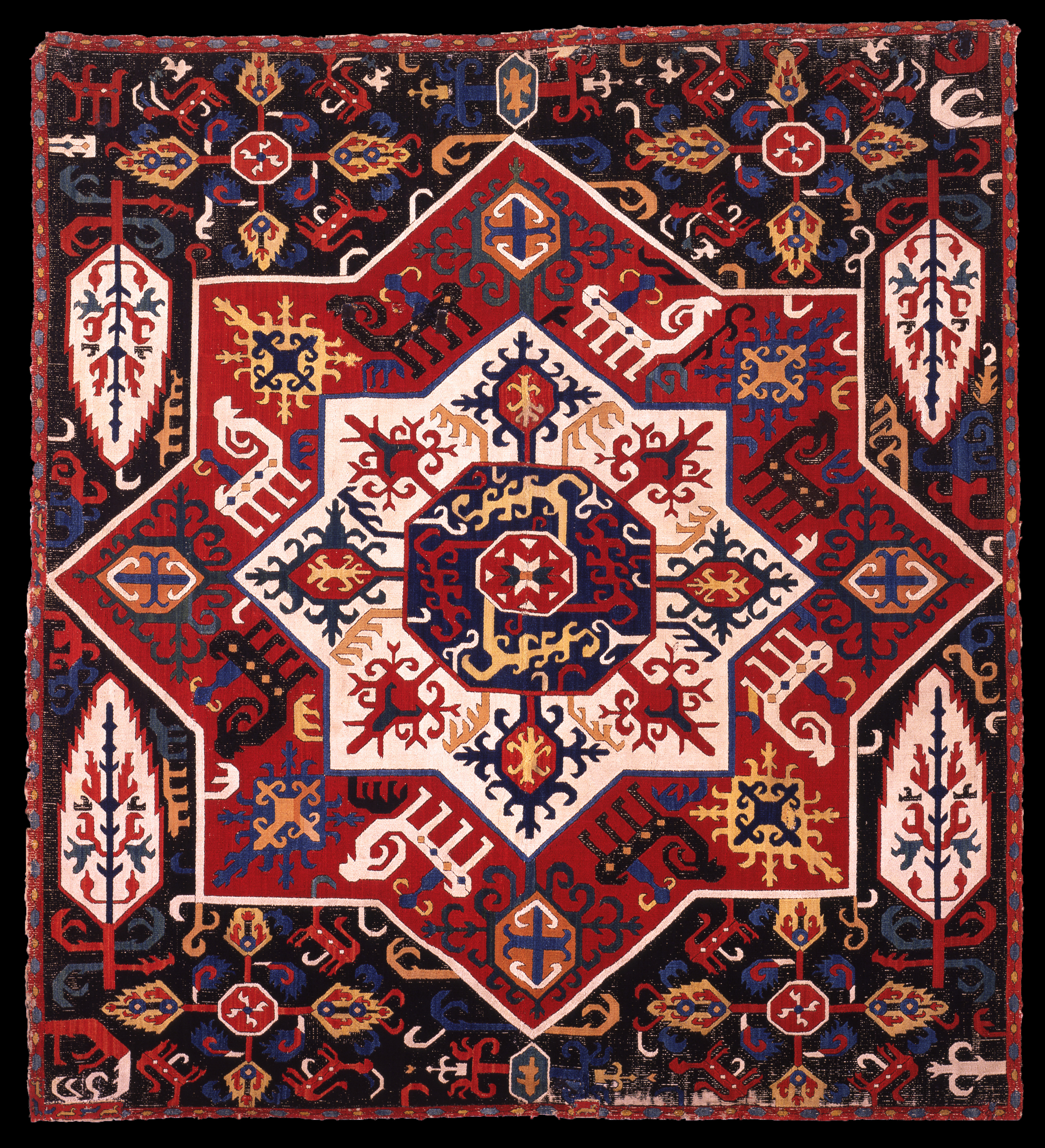
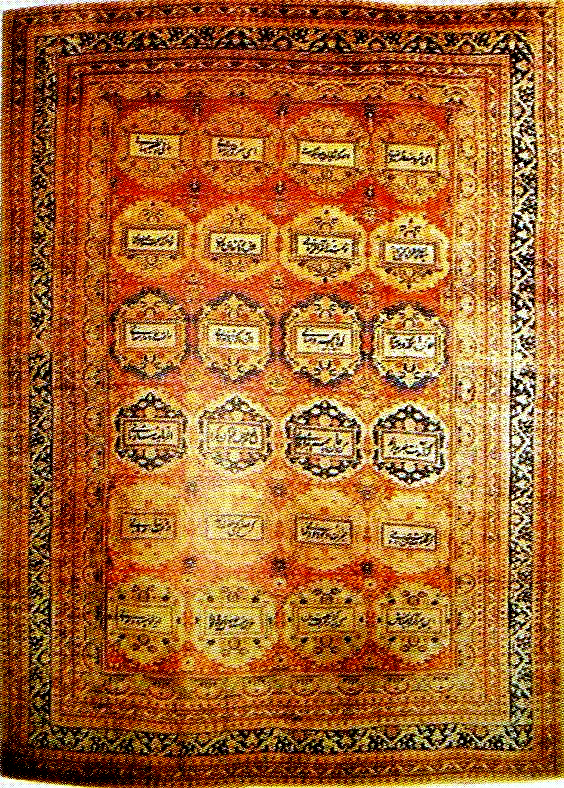
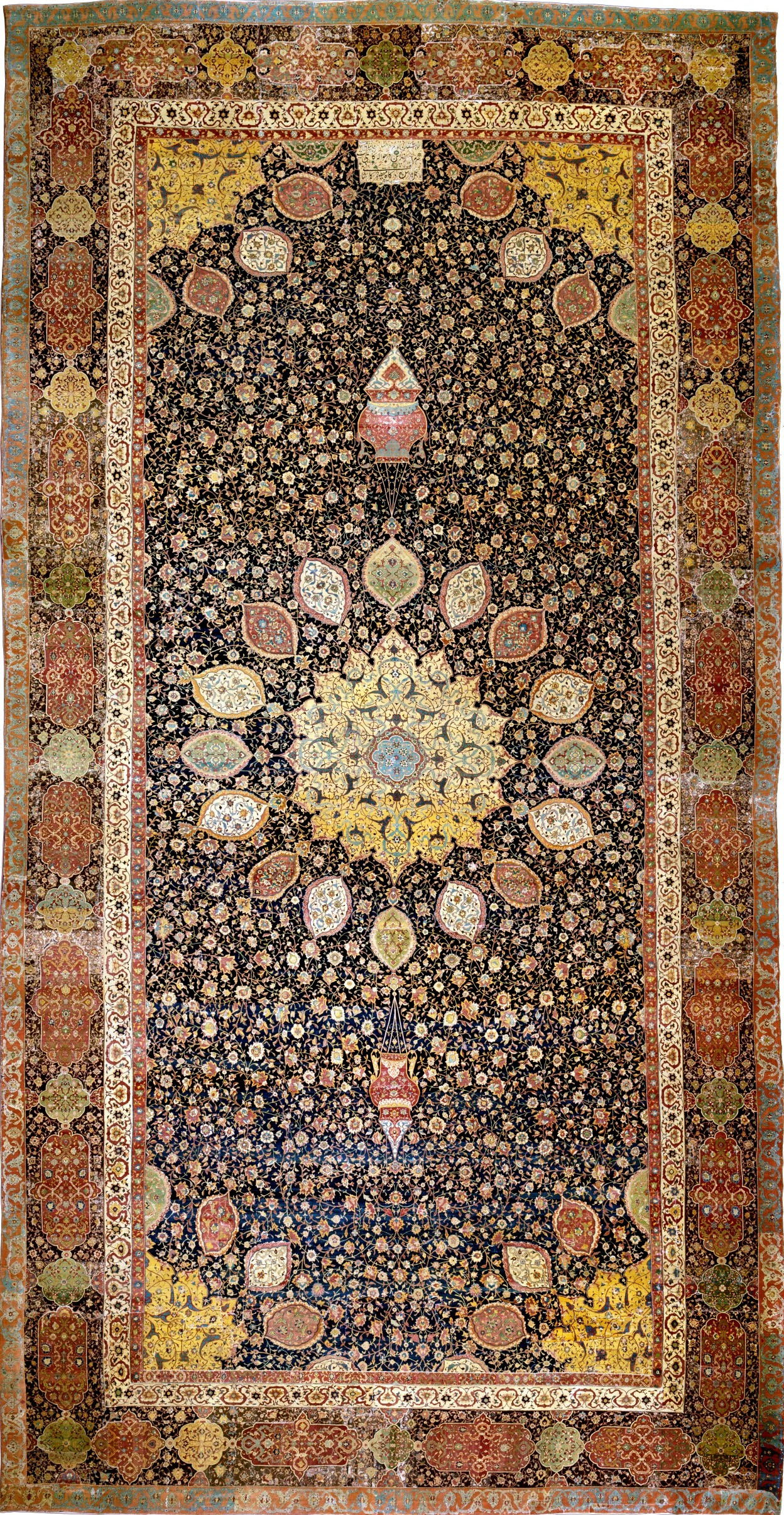
سجَّاد أعجميَّة أردبيليَّة
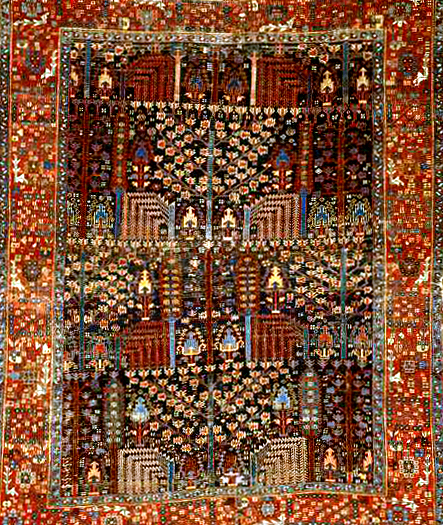
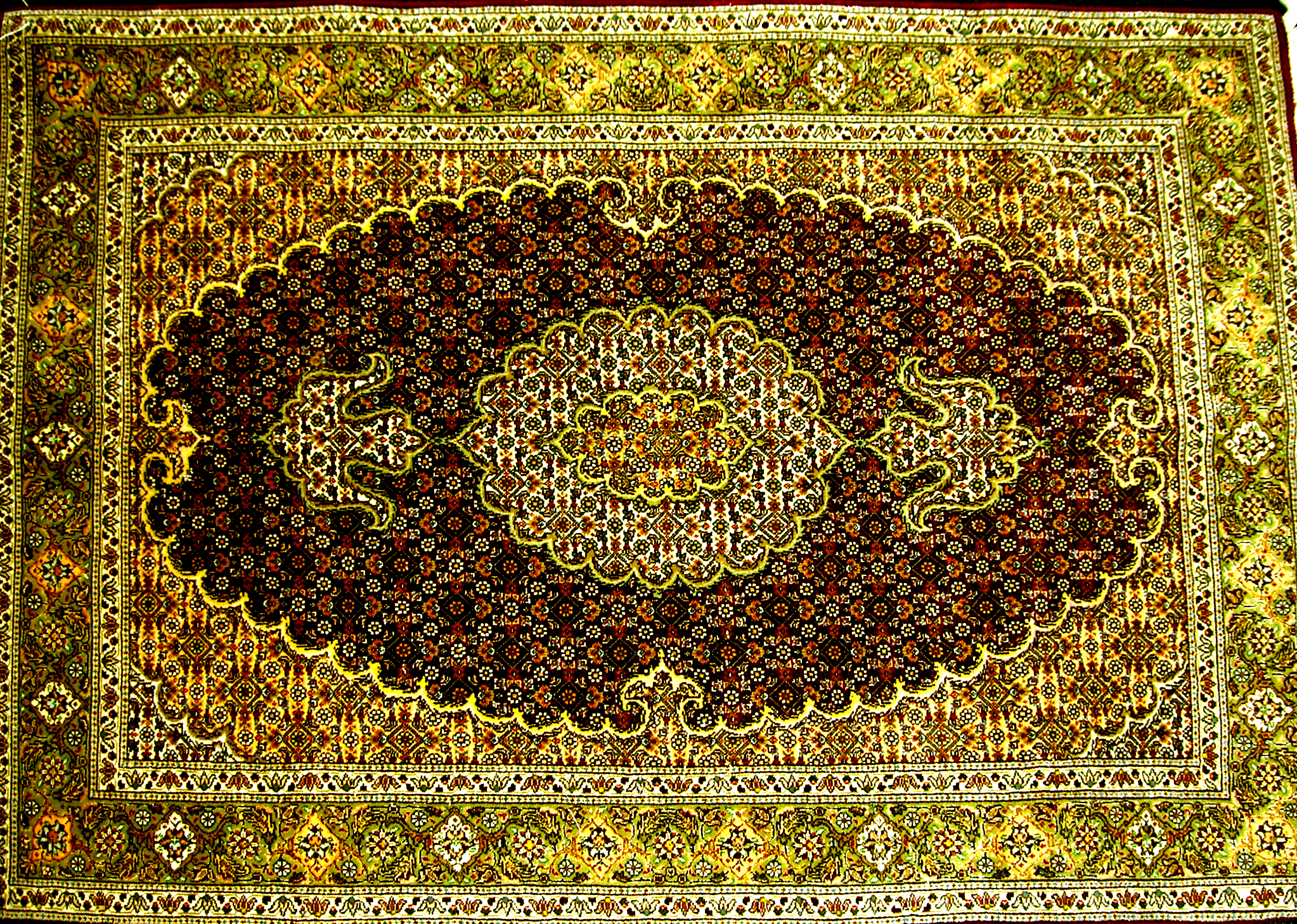